# بارب آرولیوس
آرولیوس بارب (Dawkinsia arulius)، یک ماهی استوایی از خانواده کپورماهیان بومی حوضه رودخانه کاوری در جنوب شرقی هند است. از دیگر نام‌های رایج این گونه می‌توان به بارب تامیراپرانی، بارب سیلاس و بارب باله بلند اشاره کرد.

## ریشه‌شناسی
نام آرولیوس از نام «آرولی» گرفته شده است که توسط ساکنان محلی استفاده می‌شود.

## زیستگاه
زیستگاه بومی آن نهرهای بزرگ، رودخانه‌ها و دریاچه‌های بزرگ با پی‌اچ ۶٫۰ - ۶٫۵، سختی dH ۱۰ و دمای ۱۹ الی ۲۵ درجه سانتیگراد است.

## در آکواریوم
این ماهی صلح‌جو، فعال و تخم‌گذار است. اگرچه در سرگرمی آکواریوم کمتر از سایر ماهی‌های مشابه رایج است، اما با سایر گونه‌های مرتبط در آکواریوم خانگی مانند بارب تایگر (Puntigrus tetrazona) و رزی بارب‌ها (Pethia conchonius)، سایر گونه‌های سیپرینید با اندازه مشابه و سایر ماهی‌های سریع، سازگار است. بارب آرولیوس با برخی از گونه‌های سیچلاید نیز سازگار است، اما ماهی های کوچکتر مانند تتراهای نئون در معرض خطر شکار قرار دارند. مانند بسیاری از بارب‌ها، رفتار تند‌و‌تیز رایج است، اما با نگهداری ماهی به تعداد حداقل ۵ تا ۶ عدد در آکواریوم، این وضعیت کاهش می‌یابد.